# Lasiodora moreni
Lasiodora moreni é uma espécie de aranha pertencente à família Theraphosidae (tarântulas).